# Euploea dolosa
Euploea dolosa är en fjärilsart som beskrevs av Butler 1876. Euploea dolosa ingår i släktet Euploea och familjen praktfjärilar. Inga underarter finns listade i Catalogue of Life.